# Dušan Čop
Dušan Čop, slovenski jezikoslovec, gimnazijski in univerzitetni profesor ter  strokovnjak za imenoslovje, * 14. september 1921, Spodnje Gorje, † 16. februar 2016, Ljubljana. 
Tudi njegov mlajši brat Bojan je bil primerjalni jezikoslovec, znan zlasti po raziskovanju bližnjevzhodnih jezikov.

## Življenje in delo
Po diplomi iz romanistike in angleščine na ljubljanski Filozofski fakulteti (1948) je prav tu v letih 1960−1988 predaval specialno metodiko pouka tujih jezikov. Leta 1985 je doktoriral iz imenoslovja zgornjesavskih dolin. Raziskoval je gorska, vodna, krajevna in ledinska imena predvsem slovenskega alpskega območja na Gorenjskem in Koroškem. O svojih izsledkih je pisal v domači in tuji strokovni literaturi ter v slavističnih in krajevnih zbornikih. Naučil se je 36 jezikov.